# Santiago de Galicia
Il galeone Santiago de Galicia andò perso per naufragio a Ribadeo il 15 novembre 1597, di ritorno da un tentativo di invasione dell'Inghilterra condotta dall'Armada del Mar Oceáno.

## Storia
Dopo la sconfitta della Invincibile Armata spagnola subita ad opera degli inglesi nel 1588, re Filippo II di Spagna, che era anche Re di Napoli, Sicilia, Sardegna, ecc.,  iniziò a ricostruire la propria flotta, e per tale scopò nel 1590 firmò un contratto (asiento) con due nobili ragusani, Pedro de Ivella, e suo nipote, Estefano de Oliste, per la costruzione di 12 galeoni da servire nelle flotte atlantiche spagnole.  Otto di essi dovevano essere realizzati in Campania, di cui tre presso i cantieri navali di Castellammare di Stabia, e le altre a Venezia, Napoli e Ragusa. Come ricompensa dei propri servigi Ivella ricevette un pagamento di 552.912 maravedí per nave dalla Corona di Spagna. Le costruzioni italiane erano parte del grande piano di potenziamento della flotta che prevedeva la realizzazione di 21 nuovi galeoni, tra cui 12 (i cosi detti "Dodici Apostoli") vennero realizzati nel nord della Spagna tra il 1589 e il 1591.
La prima delle tre costruite a Castellammare di Stabia fu il galeone Santiago de Galicia che fu impostato nel 1590 e venne varato nel novembre dello stesso anno sotto la direzione del maestro d’ascia Colea o Colela Bonifacio. Si trattava di un galeone a tre ponti da 1.050 tonnellate di dislocamento, costruito in solido legno di quercia, armato con 20 cannoni in bronzo, ed un equipaggio costituito da 138 uomini. Il suo capitano proprietario era Jacopo Giovanni de Polo (Jacopo Juan de Polo), proveniente da Ragusa, allora possedimento della Repubblica di Venezia.
Due anni dopo, nel maggio del 1592, sotto la direzione del maestro d'ascia Paulo delo Dolabe fu varato il Santissima Trinidad y San Vincente, il cui capitano proprietario era Vincenzo Vuladi. Questa unità aveva un dislocamento 1.000 tonnellate ed era armato con 20 cannoni in bronzo. Nel luglio del 1592 venne varato il San Mateo y San Francisco sotto la direzione del maestro d'ascia Colea o Colela Bonifacio, i cui capitani proprietari erano Mateo Hiermich e Francisco Sparlenta. Questo galeone aveva un dislocamento di 900 tonnellate, ed era armato con 20 cannoni.
Per le sue dimensioni il Santiago de Galicia era la terza nave dell'intera flotta atlantica, aveva scafo rivestito con lamine di piombo che impediva l'attacco degli organismi marini allo scafo, cosa che successivamente avrebbe diminuito la velocità della nave,  e un doppio ponte, una innovazione tecnica introdotta da don Álvaro de Bazán, che permetteva alla nave di galleggiare anche se pesantemente danneggiata dall'artiglieria nemica. Nominato Almiranta nel 1594, il Santiago de Galicia salpò insieme al resto della squadra salpò da Napoli l'11 maggio 1595 e arrivò a Cartagena, in Spagna, un mese dopo. Ivella giustificò la tardiva partenza dando la colpa al clima invernale insolitamente brutto. Il 3 luglio i galeoni entrarono nella baia di Cadice, e dopo un altro mese lo squadrone partì per Lisbona, arrivandovi il 14 settembre 1595, in ritardo sui piani a causa dei venti contrari venti incontrati nei pressi del Capo di Santo Vincenzo. Tuttavia, lo squadra arrivata a Lisbona differiva notevolmente dalla lista che Ivella aveva inviato da Napoli al re nel 1593. Solo cinque galeoni della originale Escuadra Yllíricaù, compreso Santiago de Galicia, ora vice ammiraglia, erano in servizio nella squadra navale, che comprendeva ora un totale di sette navi. Le unità originarie erano San Gerónimo el Real (Capitana), Santiago de Galicia (Almiranta), San Mateo y San Francisco, Santísima Anunciada, e Santísima Trinidad, mentre le unità aggiunte erano San Andrés de Baldi e San Miguel Arcángel.
A Lisbona la squadra fu potenziata con l'inserimento delle unità Santa María de Tremidi, Santa María de la Misericordia, Santa Cruz, San Andrés de Caramonda, e San Juan Bautista. L'allestimento militare venne completato nel settembre 1595, e il galeone arrivò a dislocare 1.349 tonnellate, con un armamento di 16 pezzi di artiglieria genovese in bronzo fuso, che con l'artiglieria d'equipaggiamento arrivava a 28 pezzi
Nel 1597 il Santiago de Galicia partì, al comando di Jacopo Giovanni de Polo, per la seconda spedizione contro l'Inghilterra condotta da Martín de Padilla, adelantado di Castiglia, e Diego Brochero in qualità di secondo in comando. Il galeone trasportava a bordo 91.000 ducati d'oro, mentre altri 29.000 si trovavano a bordo del galeone San Bartolomé. La flotta d'invasione, radunatasi a El Ferrol nel corso del 1596, era composta da navi spagnole, portoghesi, francesi, danesi, scozzesi, tedesche, fiamminghe, veneziane e italiane, e comprendeva 15 galeoni dalla corona e nove galeoni dal Portogallo, 53 urcas dalla Germania e dai Paesi Bassi, sei patachos, e 15 caravelle. Una seconda Armada si unì a questa proveniente da Vigo, comprendente 41 navi, al comando di Pedro de Zubiaur.
Giunto a 75 miglia dal suo obiettivo, presso Falmouth, Cornovaglia, una forte tempesta investì il Santiago de Galicia che fu successivamente attaccato da tre navi olandesi e una inglese, rimanendo gravemente danneggiato. Il galeone riuscì a rientrare in Spagna, approdando alla Ria de Ribadeo in compagnia di due urcas il 6 novembre. A bordo della navi vi erano anche soldati di fanteria e cavalleria, e i cui membri degli equipaggi vennero aiutati in ogni modo dagli abitanti di quella città. A causa delle sue pessime condizioni generali il 13 novembre del 1597 il galeone fu trascinato via dal suo posto di ormeggio dall'alta marea e si incagliò su un banco di sabbia, andando successivamente perduto il giorno 15. La perdita della nave fu dovuta, come scrisse l'armatore, Giovanni Giacomo de Polo, al malgoverno dei comandanti, e de Polo stimò le perdite finanziarie da lui subite in una cifra pari a 40.000 ducati. Con tutto ciò che venne recuperato dalla nave Giovanni Giacomo de Polo il 7 febbraio 1598 propose al re di permettergli di fabbricare un altro galeone. 
Nel 2011, durante i lavori di dragaggio del canale che consente l’ingresso al porto commerciale di Ribadeo (comune spagnolo situato nella comunità autonoma della Galizia), il tubo di aspirazione fu bloccato da piombo, legno e pietre. Una successiva ispezione determinò che quei reperti non corrispondevano alla geologia dell’area. Il legno e il piombo si rivelarono come parte dello scafo di una nave, e il relitto venne quindi scoperto dall'archeologo subacqueo Miguel San Claudio. Non venne rinvenuto alcun pezzo d'artiglieria, il che faceva pensare che fossero state recuperati dopo il naufragio a causa del loro importante valore. 
L'ipotesi che si trattasse del Santiago de Galicia esposta da San Claudio venne avvalorata poi da Jose Luis Casabán nel suo studio Santiago de Galicia and Illyrian squadron: Characteristics, dimension and tonnages of Mediterranean- built galleons for Philip’s II Atlantic fleets (1593-1597).

### Annotazioni
1. ↑  Che aveva partecipato alla spedizione della Invincibile Armata nel 1588 imbarcato sulla nave ammiraglia di Martín de Bertendona, la caracca veneziana La Ragazzona.
2. ↑  Nonostante l'idea tradizionale che queste grandi navi avessero solo la propulsione eolica, sappiamo che parte delle navi della squadra Yllírica aveva delle postazioni per i remi, azionati da diversi uomini. Da alcuni documenti superstiti risulta il pagamento di 5.612 maravedí' per 4 remi, ad uso del galeone.,

### Fonti
1. 1 2 3 4 5 6 7 8 9 10 11  Galicia Confidenzial.
2. 1 2 3 4 5 6 7 8  Archivio Plaitano.
3. ↑  Casabán 2017, p. 238.
4. 1 2 3  Casabán 2017, p. 240.
5. ↑  Casabán 2017, p. 239.
6. ↑  Archivo General de Simancas (hereafter AGS), Guerra y Marina (GYM) Legajo (Leg.) 244 Documento (doc.) 267 (22 November 1588).
7. ↑  Casabán 2017, pp. 243-244.
8. 1 2 3 4 5 6  Casabán 2017, p. 241.
9. ↑  Casabán 2017, p. 246.
10. ↑  Casabán 2017, p. 247.
11. 1 2 3 4  Shiplib.